# Motore Ford Kent
Il motore Ford Kent è un motore a combustione interna prodotto dal 1959 al 2002 dalla casa automobilistica Ford Europe, ossia la divisione europea della Ford. Essendo stato prodotto per un lungo periodo di tempo, nel corso degli anni si sono succedute svariate versioni e varianti di questo motore, per cui si può in realtà parlare di una vera e propria famiglia di motori.

## Caratteristiche

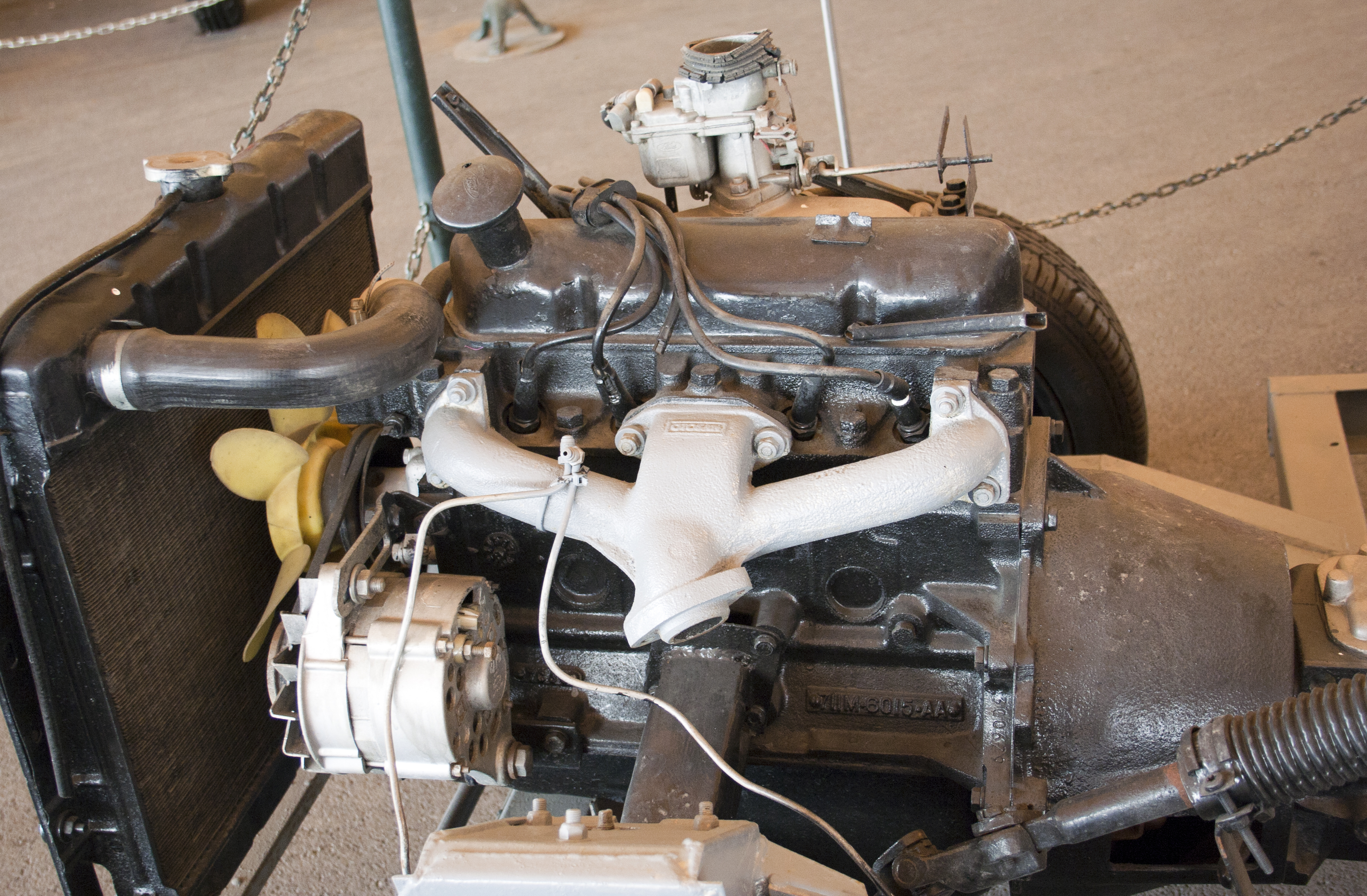
Un motore Kent 1.6

Le caratteristiche comuni a tutti i motori Kent costruiti sono le seguenti:
- ciclo a quattro tempi;
- architettura a 4 cilindri in linea;
- alimentazione a benzina;
- raffreddamento ad acqua;
- testata a due valvole per cilindro.

In realtà, alcune versioni particolarmente spinte dei motori Kent montavano la distribuzione a due assi a camme in testa, ma si trattava di versioni elaborate dalla Lotus. Tali versioni verranno descritte meglio in seguito.

## Versioni
Il primo motore Kent fu originariamente progettato per equipaggiare la Ford Anglia: si trattava di un motore da 997 cm³ (alesaggio e corsa pari a 80,96 x 48,41 mm). A partire da tale versione, la Casa madre ricavò altre varianti con cilindrate differenti per poterle montare anche su altre vetture prodotte e commercializzate nel Vecchio Continente (Cortina, Prefect, Consul, Consul Capri, Corsair, ecc). Queste varianti appartenevano alla sottofamiglia dei cosiddetti motori Pre-Crossflow, ossia con i condotti di aspirazione e scarico situati sullo stesso lato del motore. In generale, tutti questi motori erano costituiti da monoblocco e testata in ghisa e montavano una distribuzione ad un asse a camme laterale con valvole in testa. Ma come si vedrà più avanti, non fu così proprio per tutti i motori della famiglia Kent.
Per ottenere una maggior linearità nei flussi in entrata e in uscita, nel 1967 il motore Kent fu in parte riprogettato in maniera tale che i condotti di aspirazione e scarico fossero posti sui due lati del motore. Tale schema, che in generale prende il nome di "crossflow", ha finito per divenire anche il nome con cui ufficiosamente si identificano i motori Kent dotati di queste ultime caratteristiche. Questi motori sono stati proposti con cilindrate comprese fra 1 litro ed 1.6 litri ed hanno equipaggiato molti modelli commercializzati proprio a partire dai tardi anni sessanta, come le Cortina, le Capri (solo in Inghilterra),  e le Escort più tranquille. Tuttavia i motori Kent rivelarono forti potenzialità sportive, in quanto avrebbero garantito ottime prestazioni se opportunamente elaborati. Per questo, date anche le sue doti di affidabilità, costi contenuti e semplicità di preparazione, nacquero anche dei campionati di monoposto equipaggiate con motori Kent.
Proprio a proposito dell'impiego dei motori Kent in campo agonistico, vale la pena parlare delle versioni elaborate dalla Lotus, già accennate in precedenza. Il costruttore di Hethel (Norfolk) cominciò ad elaborare motori Kent già nel 1963 adottando tra l'altro soluzioni come una nuova testata sempre a due valvole per cilindro, ma realizzata in lega di alluminio e a due assi a camme in testa, un notevole passo in avanti rispetto alla tradizionale configurazione ad asse a camme laterale. L'operazione fu condotta con la collaborazione dell'ingegner Harry Mundy, autore della testata bialbero, ma anche del nuovo monoblocco con cilindrata portata a 1558 cm³ (alesaggio e corsa pari a 82,57 x 72,75 mm). Anche Colin Chapman in persona partecipò attivamente a questa trasformazione: il primo di questi motori elaborati finì sotto il cofano della sua Lotus Elan personale. Originariamente questo motore erogava una potenza massima di 105 CV e venne montato anche su vetture Ford competizione come le Cortina, oppure su modelli Lotus, come la già citata Elan oppure la Seven. In seguito, fu anche la Cosworth a mettere mano in questi motori, partendo proprio dalle versioni già rivisitate dalla Lotus: la testata divenne a 4 valvole per cilindro, mentre il monoblocco, inizialmente in ghisa come negli altri motori, fu in seguito prodotto in lega leggera. Che fosse con l'uno o altro monoblocco, questo motore 1.6 da 115 CV venne utilizzato nella famosa Ford Escort RS 1600. Come si vede, le varianti sportive sono state le eccezioni per quanto riguardava le caratteristiche generali dei motori Kent.

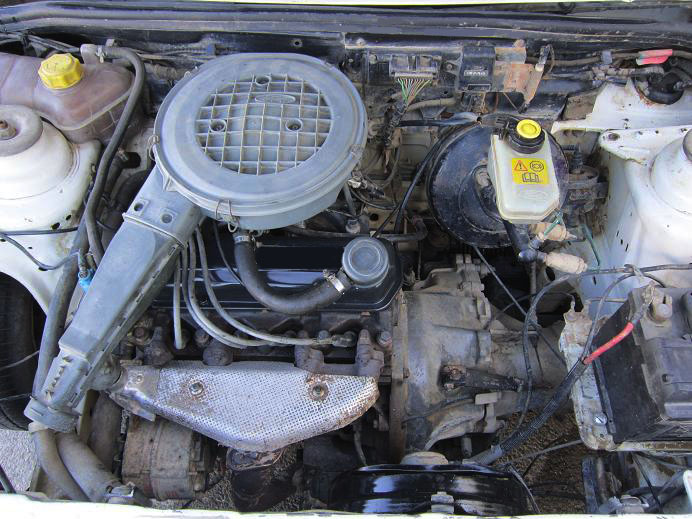
Un motore Kent tipo HCS montato sotto il cofano di una Fiesta di terza generazione

I motori Kent divennero molto apprezzati in tutto il mondo per la loro semplicità ed economia di manutenzione: nonostante fossero prevalentemente montati sotto il cofano di modelli europei, la loro diffusione attraverso i continenti fu inevitabile, tra applicazioni sportive, applicazioni su licenza e così via. Inoltre, fu la stessa Ford a voler diffondere i propri modelli anche in altre zone del pianeta, perciò furono aperti stabilimenti in Oceania ed in Israele. Negli anni settanta, con la diffusione delle vetture a trazione anteriore, anche la Ford europea decise di convertirsi a tale soluzione, pertanto fu costretta nuovamente a rivisitare i suoi motori Kent in maniera tale che rispondessero a questa nuova esigenza. I nuovi motori Kent che ne risultarono presero il soprannome di Valencia, dal nome della città spagnola in cui venivano fabbricati. Mantennero comunque anche le caratteristiche tipiche dei precedenti Crossflow. Il primo modello che usufruì dei nuovi motori Valencia fu la prima generazione della Ford Fiesta, lanciata nel 1976. I motori Valencia videro anche variazioni nella loro cilindrata e così ecco che l'unità di base da 1 litro passò da 940 a 957 cm³, mentre quella da 1.1 litri passò da 1098 a 1117 cm³. Per quanto riguarda la cilindrata di punta, ossia il 1.6, esso venne sostituito dal 1.6 della famiglia CVH. Invece il 1.3 rimase nella famiglia Kent.
A partire dal 1988, a causa delle stringenti normative antinquinamento, i motori Valencia dovettero essere rivisitati nuovamente: ad essere riprogettate furono le camere di combustione, le sedi valvole e le valvole stesse, in maniera tale da poter essere compatibili con la benzina senza piombo. Questi nuovi motori Kent divennero noti come motori HCS, dove la sigla stava per High Compression Swirl, ossia "turbolenza ad alta compressione". Questo motore fu montato ad esempio nelle Ford Fiesta di seconda e terza generazione. Tra le caratteristiche inedite di questi motori va ricordata una nuova variazione nelle cilindrate, ma anche il nuovo orientamento delle candele. Soprattutto, per i motori HCS, nati in un'epoca in cui stavano pian piano scomparendo i carburatori, di lì a poco sarebbe arrivata l'iniezione elettronica e l'adozione della marmitta catalitica.
L'ultima evoluzione del motore Kent si ebbe nel 1995 con il lancio della quarta generazione della Fiesta e della prima generazione della Ford Ka. Questa nuova variante prese il nome di Endura-E e differiva dalla precedente HCS solo per pochi dettagli, volti soprattutto a ridurne il consumo e a migliorarne la fluidità di funzionamento. Durante questa tappa evolutiva scomparvero le cilindrate da 1 ed 1.1 litri, lasciando spazio al solo 1.3, ultima versione a rappresentare i motori della famiglia Kent.
Gli ultimi motori Kent furono assemblati nel 2002, ma essi hanno continuato ad essere apprezzati anche negli anni seguenti e ad essere ancora utilizzati nelle competizioni. La disponibilità di ricambi in giro per il mondo è enorme, pertanto chiunque può accedervi senza difficoltà. I motori Kent sono stati sostituiti dai motori Zetec.

## Riepilogo caratteristiche e principali varianti ed applicazioni
La lista completa delle applicazioni e delle varianti dei motori Kent è praticamente infinita. La lunga tabella che viene mostrata di seguito è solo una parte di tale lista, e comprende quasi tutte le autovetture Ford stradali, ma l'elenco continuerebbe ancora con le applicazioni Lotus, Morgan, Marcos, Caterham, TVR, ecc. Persino la Anadol, una Casa automobilistica turca, montava motori Kent sotto il cofano delle proprie vetture.
| Variante               | Alesaggio x corsa (mm) | Cilindrata (cm³) | Distribuzione | Alimentazione                                  | Rapporto di compressione | Potenza CV/rpm | Coppia Nm/rpm | Principali applicazioni                  | Anni di produzione |
| ---------------------- | ---------------------- | ---------------- | ------------- | ---------------------------------------------- | ------------------------ | -------------- | ------------- | ---------------------------------------- | ------------------ |
| Pre-Crossflow          | 80.96 x 48.41          | 997              | OHV           | Carburatore Solex                              | 8.9                      | 39.5/5000      | 75/2700       | Ford Anglia 105E                         | 1959-67            |
| Pre-Crossflow          | 80.96 x 48.41          | 997              | OHV           | Carburatore Solex                              | 8.9                      | 39.5/5000      | 72/2700       | Ford Prefect 107E                        | 1959-61            |
| Pre-Crossflow          | 80.96 x 58.1           | 1198             | OHV           | Carburatore Solex                              | 8.7                      | 49.2/4800      | 90.2/2700     | Ford Cortina Mk1                         | 1962-66            |
| Pre-Crossflow          | 80.96 x 58.1           | 1198             | OHV           | Carburatore Solex                              | 8.7                      | 49.2/4800      | 90.2/2700     | Ford Cortina Mk2                         | 1966-70            |
| Pre-Crossflow          | 80.96 x 62.99          | 1298             | OHV           | Carburatore Ford                               | 9                        | 63/5300        | 97/2500       | Ford Cortina Mk2 1300                    | 1966-67            |
| Pre-Crossflow          | 80.96 x 65.07          | 1339             | OHV           | Carburatore Zenith                             | 8.5                      | 55/5000        | 100/2500      | Ford Consul 315                          | 1961-62            |
| Pre-Crossflow          | 80.96 x 65.07          | 1339             | OHV           | Carburatore Zenith                             | 8.5                      | 55/5000        | 100/2500      | Ford Consul Capri                        | 1962               |
| Pre-Crossflow          | 80.96 x 72.75          | 1498             | OHV           | Carburatore Zenith                             | 8.3                      | 60/4600        | 111/2300      | Ford Consul 315                          | 1962-63            |
| Pre-Crossflow          | 80.96 x 72.75          | 1498             | OHV           | Carburatore Zenith                             | 8.3                      | 60/4600        | 111/2300      | Ford Consul Capri                        | 1962-63            |
| Pre-Crossflow          | 80.96 x 72.75          | 1498             | OHV           | Carburatore Zenith                             | 8.3                      | 60/4600        | 111/2300      | Ford Corsair 1500                        | 1963-65            |
| Pre-Crossflow          | 80.96 x 72.75          | 1498             | OHV           | Carburatore Zenith                             | 9                        | 78/5200        | 133/3600      | Ford Cortina 1500 GT                     | 1963-66            |
| Pre-Crossflow          | 80.96 x 72.75          | 1498             | OHV           | Carburatore Zenith                             | 9                        | 78/5200        | 133/3600      | Ford Corsair 1500 GT                     | 1964-65            |
| Pre-Crossflow          | 82.57 x 72.75          | 1558             | DOHC          | Due carburatori doppio corpo Weber 40DCOE18    | 9.5                      | 106/5500       | 146/4000      | Ford Cortina Lotus Mk1                   | 1963-64            |
| Pre-Crossflow          | 82.57 x 72.75          | 1558             | DOHC          | Due carburatori doppio corpo Weber 40DCOE31    | 9.5                      | 112/6000       | 145/4500      | Ford Cortina Lotus Mk2                   | 1965-66            |
| Pre-Crossflow          | 82.57 x 72.75          | 1558             | DOHC          | Due carburatori doppio corpo Weber 40DCOE31    | 9.5                      | 112/6000       | 145/4500      | Ford Escort Mk1 Twin Cam                 | 1968-71            |
| Crossflow              | 80.96 x 45.62          | 940              | OHV           | Carburatore Ford                               | 9.5                      | 45/5600        | 67/3200       | Ford Escort Mk1 base                     | 1968-74            |
| Crossflow              | 80.96 x 53.29          | 1098             | OHV           | Carburatore Ford                               | 9                        | 56/6000        | 81/3000       | Ford Escort Mk1 1100                     | 1968-74            |
| Crossflow              | 80.96 x 53.29          | 1098             | OHV           | Carburatore Ford                               | 8                        | 44/5500        | 70.6/3000     | Ford Escort Mk2 1100                     | 1975-80            |
| Crossflow              | 80.96 x 62.99          | 1298             | OHV           | Carburatore Ford                               | 9.5                      | 50/5000        | 93/2500       | Ford Capri 1300 GT MkI (solo mercato UK) | 1968-72            |
| Crossflow              | 80.96 x 62.99          | 1298             | OHV           | Carburatore Ford                               | 8                        | 54/5500        | 85.3/3000     | Ford Escort Mk2 1300                     | 1975-79            |
| Crossflow              | 80.96 x 62.99          | 1298             | OHV           | Carburatore Ford                               | 9                        | 58/5500        | 91/3000       | Ford Cortina Mk3 1300                    | 1970-76            |
| Crossflow              | 80.96 x 62.99          | 1298             | OHV           | Carburatore Ford                               | 9.2                      | 61/5750        | 92/3000       | Ford Cortina Mk4 1300                    | 1976-79            |
| Crossflow              | 80.96 x 62.99          | 1298             | OHV           | Carburatore Ford                               | 9                        | 65/5700        | 100/2500      | Ford Escort Mk1 1300                     | 1968-74            |
| Crossflow              | 80.96 x 62.99          | 1298             | OHV           | Carburatore Ford                               | 9                        | 65/5700        | 100/2500      | Ford Cortina Mk2 1300                    | 1968-70            |
| Crossflow              | 80.96 x 62.99          | 1298             | OHV           | Carburatore Weber                              | 9.2                      | 66/5600        | 94/3250       | Ford Fiesta Mk1 1.3                      | 1977-83            |
| Crossflow              | 80.96 x 62.99          | 1298             | OHV           | Carburatore Weber                              | 9.2                      | 70/5500        | 92/4000       | Ford Escort Mk2 1300 S                   | 1975-79            |
| Crossflow              | 80.96 x 62.99          | 1298             | OHV           | Carburatore Weber                              | 9                        | 76/6000        | 101/4300      | Ford Escort Mk1 1300 GT                  | 1968-70            |
| Crossflow              | 80.96 x 77.62          | 1598             | OHV           | Carburatore Weber                              | 9                        | 84/5500        | 125/3600      | Ford Fiesta Mk1 XR-2                     | 1981-83            |
| Crossflow              | 80.96 x 77.62          | 1598             | OHV           | Carburatore Weber                              | 9                        | 84/5500        | 125/3600      | Ford Escort Mk2 1600 S                   | 1975-79            |
| Crossflow BDA Cosworth | 80.96 x 77.62          | 1598             | DOHC          | Due carburatori doppio corpo Weber o Dell'Orto | 10                       | 120/6500       | 149/4500      | Ford Escort Mk1 RS1600                   | 1970-74            |
| Valencia               | 74 x 55.7              | 957              | OHV           | Carburatore Ford                               | 8.3                      | 40/5500        | 63.7/2700     | Ford Fiesta Mk1 1.0 LC                   | 1976-83            |
| Valencia               | 74 x 55.7              | 957              | OHV           | Carburatore Ford                               | 9                        | 45/6000        | 64.7/3300     | Ford Fiesta Mk1 1.0 HC                   | 1976-83            |
| Valencia               | 74 x 55.7              | 957              | OHV           | Carburatore Ford                               | 8.5                      | 45/5750        | 67.7/3700     | Ford Fiesta Mk2 1.0                      | 1983-89            |
| Valencia               | 74 x 65                | 1117             | OHV           | Carburatore Ford                               | 9.5                      | 50/5000        | 83.4/2700     | Ford Fiesta Mk2 1.1                      | 1983-89            |
| Valencia               | 74 x 65                | 1117             | OHV           | Carburatore Ford                               | 9.5                      | 50/5000        | 81.4/2700     | Ford Escort Mk3 1.1 HC                   | 1983-85            |
| Valencia               | 74 x 65                | 1117             | OHV           | Carburatore Ford                               | 9.5                      | 50/5000        | 81.4/2700     | Ford Escort Mk4 1.1                      | 1986-87            |
| Valencia               | 74 x 65                | 1117             | OHV           | Carburatore Ford                               | 9                        | 54/5700        | 80.4/3000     | Ford Fiesta Mk1 1.1                      | 1976-83            |
| Valencia               | 74 x 65                | 1117             | OHV           | Carburatore Ford                               | 9                        | 54/5700        | 80.4/3000     | Ford Escort Mk3 1.1 LC                   | 1982-83            |
| Valencia               | 74 x 75.5              | 1298             | OHV           | Carburatore Ford                               | 9.3                      | 60/5000        | 98/3000       | Ford Escort Mk4 1.3                      | 1986-88            |
| Valencia               | 74 x 75.5              | 1298             | OHV           | Carburatore Ford                               | 9.3                      | 60/5000        | 98/3000       | Ford Orion 1.3                           | 1986-88            |
| HCS                    | 68.7 x 67.4            | 999              | OHV           | Carburatore                                    | 9.5                      | 45/5000        | 74/3000       | Ford Fiesta Mk3 1.0                      | 1989-96            |
| HCS                    | 68.7 x 75.5            | 1118             | OHV           | Carburatore Weber                              | 9.5                      | 55/5200        | 84.4/2700     | Ford Fiesta Mk3 1.1                      | 1989-90            |
| HCS                    | 68.7 x 75.5            | 1118             | OHV           | Carburatore Weber                              | 9.5                      | 55/5200        | 86/2700       | Ford Escort Mk5 1.1                      | 1990-92            |
| HCS                    | 68.7 x 75.5            | 1118             | OHV           | Iniez. elett. ind.                             | 8.8                      | 50/5200        | 81.4/3000     | Ford Fiesta Mk3 1.1i Kat                 | 1989-97            |
| HCS                    | 74 x 75.5              | 1298             | OHV           | Carburatore                                    | 9.5                      | 60/5000        | 101/3000      | Ford Escort Mk5 1.3                      | 1990-92            |
| HCS                    | 74 x 75.5              | 1298             | OHV           | Carburatore                                    | 9.5                      | 60/5000        | 101/3000      | Ford Orion Mk3 1.3                       | 1990-92            |
| HCS                    | 74 x 75.5              | 1298             | OHV           | Carburatore                                    | 8.8                      | 60/5000        | 98/2500       | Ford Fiesta Mk3 1.3                      | 1991-92            |
| HCS                    | 74 x 75.5              | 1298             | OHV           | Carburatore                                    | 8.8                      | 60/5000        | 98/2500       | Ford Escort Mk4 1.3                      | 1988-89            |
| HCS                    | 74 x 75.5              | 1298             | OHV           | Carburatore                                    | 8.8                      | 60/5000        | 98/2500       | Ford Orion 1.3                           | 1988-89            |
| HCS                    | 74 x 75.5              | 1298             | OHV           | Iniez. elett. ind.                             | 8.8                      | 60/5000        | 101/2500      | Ford Fiesta Mk3 1.3i Kat                 | 1992-95            |
| HCS                    | 74 x 75.5              | 1298             | OHV           | Iniez. elett. ind.                             | 8.8                      | 60/5000        | 101/2500      | Ford Escort Mk5 1.3i Kat                 | 1992-95            |
| Endura-E               | 74 x 75.5              | 1298             | OHV           | Iniez. elett. ind.                             | 9.5                      | 60/5000        | 103/2500      | Ford Ka Mk1                              | 1996-02            |
| Endura-E               | 74 x 75.5              | 1298             | OHV           | Iniez. elett. ind.                             | 9.5                      | 60/5000        | 103/2500      | Ford Fiesta Mk4 1.3i                     | 1995-99            |
| Endura-E               | 74 x 75.5              | 1298             | OHV           | Iniez. elett. ind.                             | 9.5                      | 60/5000        | 103/2500      | Ford Escort Mk6 1.3i                     | 1995-2000          |